# SPOC
Le SPOC (Small Private Online Course), est un cours en ligne privé en petit groupe. C'est une modalité pédagogique inspirée des MOOC apparue au début des années 2010.
Les SPOC peuvent être utilisés de plusieurs manières, comme une alternative à la formation présentielle ou bien comme un complément à celle-ci.
Parmi les ingrédients pédagogiques présents dans cette modalité, on trouve un suivi pédagogique individualisé, rendu possible par un nombre limité de participants.